# Neptis gonatina
Neptis gonatina är en fjärilsart som beskrevs av Hans Fruhstorfer 1908. Neptis gonatina ingår i släktet Neptis och familjen praktfjärilar. Inga underarter finns listade i Catalogue of Life.